# Portrait d'Everhard Jabach
Le portrait d'Everhard Jabach par Hyacinthe Rigaud a été élaboré vers 1688, date à laquelle on en conserve les premières traces écrites dans les livres de comptes de Hyacinthe Rigaud.

## Genèse
C’est probablement grâce à leur passion commune pour la peinture flamande, et plus particulièrement pour l’œuvre de Anton Van Dyck, que le banquier Everhard Jabach et Hyacinthe Rigaud firent connaissance et que de solides liens d’amitié se nouèrent entre eux.
Directeur de la Compagnie des Indes Orientales et célèbre collectionneur, Jabach fut l’un des grands fournisseurs d’œuvres d’art pour les collections de Louis XIV, à l’exemple du portrait des princes palatins peint par Van Dyck en 1637 (Paris, musée du Louvre) qu'il vendit au monarque en 1671 et dont Rigaud fit d’ailleurs une copie mentionnée dans l’inventaire de la collection du catalan dressé en 1703, dans son testament de 1735 et lors de la vente du filleul de Rigaud, Hyacinthe Collin de Vermont, le 14 novembre 1761.
Certains historiens ont suggéré que le peintre Charles de La Fosse, ami de Jabach et ancien professeur de Rigaud à l’Académie, avait rapproché les deux hommes. Le témoignage d’une Vie de Charles de La Fosse semblerait en effet accréditer cette thèse.
Une huile sur toile, actuellement non localisée (H. 79 ; L. 62), et anciennement dans la collection d’Antoine-Joseph Essingh fut vendue comme « portrait en buste d'Eberhard Jabach » à Cologne le 29 septembre 1865, sous le lot 263. Cependant, elle doit être écartée du corpus peint par Hyacinthe Rigaud car la lithographie réalisée d’après ce tableau par Osterwald s’éloigne trop de l’iconographie de Jabach par le catalan.

## Les différentes exemplaires

### Mulhouse, musée des beaux-arts

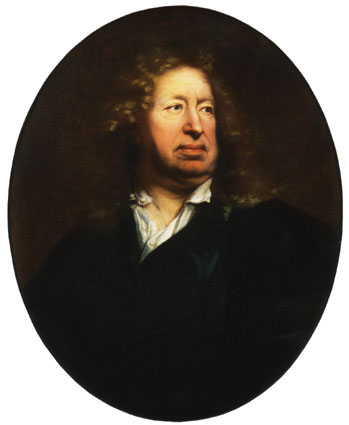
Jabach par Rigaud. Mulhouse.

Cette huile sur toile ovale (81 × 65 cm ; Inv.70.1.1) est un don de M. Engel Dollfus à la Société Industrielle de Mulhouse en 1869-70 et fut mis en dépôt perpétuel de la Société industrielle de Mulhouse au Musée des beaux-arts de Mulhouse en 1970. Une autre version de dimensions voisines (80 × 62 cm) a été localisée dans l'ancienne collection Mniezech qui fut vendue à Paris, le 10 avril 1902 (« portrait de Jabach »). Cette version était de format quadrangulaire cette fois.
Parmi les œuvres connues de Rigaud représentant Jabach, il semble logique de rattacher la toile de Mulhouse de la première mention du portrait dans les livres de comptes grâce à une simple comparaison de son prix avec ceux des portraits connus de Mansart en 1685 (132 livres), de Jean de Brunenc en 1687 (258 livres et 10 sols) de Maximilien Titon en 1688 (270 livres) et plus encore de Jean-Baptiste de Monginot la même année (202 livres 10 sols), lesquels représentent tous un modèle jusqu’aux genoux. Le grand ovale de Mulhouse, à la technique fine et précise, semble parfaitement correspondre aux quelque 112 livres reçues par l'artiste en 1688. De plus, l’agencement de la toile, très proche de sa version esquissée de Tournai, diffère quelque peu des deux esquisses préparant le grand portrait de Jabach conservé au château de Bussy-Rabutin et que les livres de comptes ne mentionnent pas dans sa version inachevée.

### Pesaro, Palazzo Montani Antaldi, Fondazione Cassa di Risparmio

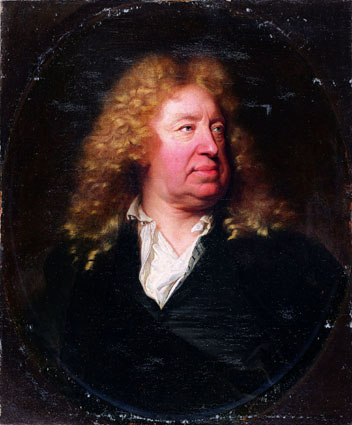
Jabach par Rigaud. Pesaro.

Peut-être ovale à l’origine, cette huile sur toile (78 × 64 cm), reste très proche de la version de Mulhouse par ses dimensions, mais offre cependant un aspect plus vigoureusement esquissé (dans le traitement de la perruque et du col de la chemise) propre à la version de Tournai. Ici, Rigaud revient à ses « esquisse » en buste dont seuls les traits même du visage sont poussés à l’extrême de leur finition. Toujours en ovale, le portrait est mis dans un rectangle.
A. James-Sarazin, dans une communication écrite au musée de Pesaro, proposait de voir ici une seconde version d’après la toile de Mulhouse. Compte tenu de sa qualité, il s’agit en tout état de cause d’une œuvre autographe de l'artiste, sans doute préparatoire à la vaste composition de Bussy-Rabutin, et restée inachevée.

### Bussy-le-Grand,château de Bussy-Rabutin
Acquis en vente publique, en 1821, par le comte de Sarcus, cette vaste huile sur toile présentée en tête du présent article (135 × 105,5 cm), malheureusement inachevée et quelque peu ruinée dans sa couche picturale atteste cependant de l'idée générale qu'avait Hyacinthe Rigaud du portrait achevé d'Everhard Jabach.
Jusqu’alors identifié comme « homme aux gants gris » est sans aucun démenti le portrait de Jabach que Rigaud projetait sans doute de réaliser comme en témoigne La Live de Jully qui le décrit d’ailleurs comme « à mi-corps de grandeur naturelle : il tient un gant d’une main, et a l’autre gantée [sic]. Ce portrait a une réputation méritée pour le dessin et l’intelligence de la couleur. Il est peint sur une toile qui porte 4 pieds 2 pouces de haut, sur 3 pieds 2 pouces 6 lignes de large ». La traduction en centimètres de ces dimensions [H. 126 ; L. 96] exclue pourtant le prix relativement modique noté par les livres de comptes (112 livres nous l’avons vu) et il nous semble peu probable que Rigaud ait été prêt à réduire ainsi son tarif pour un banquier aux moyens imposants, même par amitié. Son aspect parfois esquissé est corroboré par l’étude de Cologne ainsi que par le dessin de Berlin qui reprend l’attitude de la toile de Bussy-Rabutin mais le corps étant tourné cette fois vers la gauche. Il est probable que l’œuvre ne fut pas finalement réalisée car il apparaît encore dans l’inventaire après décès du peintre sous le numéro 393, conservé alors dans l’antichambre donnant sur la rue Louis-le-Grand : « Item un Grand tableau peint sur toile Portrait de M. Jabac Ebauche dans sa bordure dorée numéroté cen trente prisé la somme de huit livres. ».

### Berlin, Staatliche Museen Preussischer Kulturbesitz

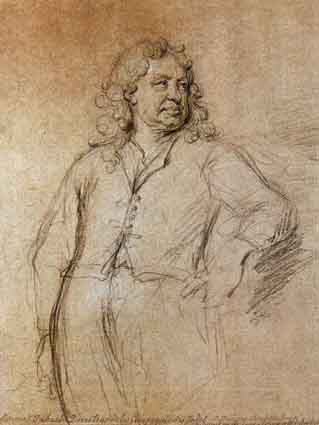
Jabach par Rigaud. Berlin.

Dans le Kupferstichkabinett de Berlin, se trouve un dessin à la technique très enlevée (Inv. KdZ 1679) : pierre noire et rehauts de craie blanche sur papier beige (33 × 24 cm). Une inscription au bas de la feuille n'a cependant pas longtemps induit en erreur les historiens : « Everard Jabach Directeur de la Compagnie des Indes. Dessiné par Charles Le Brun / ce Portrait m’a été donné à Cologne par Mr de Borsch le 20 […]. »
Selon le musée de Berlin, l’origine de ce dessin demeure incertaine d’autant plus que les fichiers du musée furent perdus durant la dernière guerre. Il propose une posture presque analogue au tableau de Bussy-Rabutin à ceci près qu’il y jette les premières idées de Hyacinthe Rigaud : les mains ne sont pas précisées (ni les gants) ainsi que le bas du modèle. Par contre, la physionomie de Jabach est fortement reconnaissable et son port de tête de même.
Ce dessin est d’autant plus précieux qu’il atteste d’une technique rare chez l'artiste : celle de l’esquisse presque ad vivum.

### Tournai, musée des Beaux-Arts

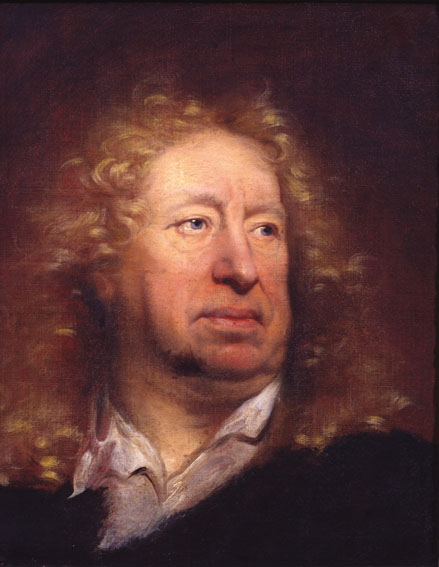
Jabach par Rigaud. Tournai.

Entré dans les collections du musée à une date inconnue (Inv. 3/41), cette esquisse très spirituelle rappelle celle du sculpteur Le Lorrain, toujours de Rigaud, et conservée dans une collection particulière parisienne. La préparation rouge chère à l'artiste se devine dans difficulté au travers de l'aspect vaporeux de la perruque dorée, tandis que les traits s'avèrent très proches de la version de Mulhouse.
De modestes dimensions (49 × 38 cm), la toile de Tournai est peut-être un nouveau jet pour le portrait conservé à Bussy-Rabutin quoiqu’il diffère assez fortement de celle de Cologne. La perruque est plus blonde et le col de la chemise différent.
Selon David Mandrella, auteur de la notice sur le tableau de Cologne dans l’exposition de Paris (2005), le tableau de Tournai serait à rapprocher de celui de Mulhouse, distincts qu’ils sont du projet terminal englobant la version de Bussy-Rabutin et l’esquisse de Cologne.

### Cologne, Wallraf-Richartz museum

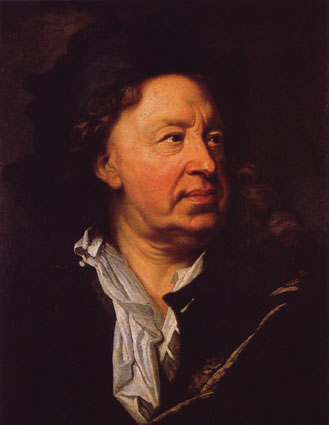
Jabach par Rigaud. Cologne.

Chef-d'œuvre de la Fondation Corboud (Inv. Nr. WRM 1066), cette dernière version du portrait d'Everhard Jabach par Hyacinthe Rigaud (huile sur toile : 58,5 × 47 cm) appartenait à Thomas Jacob Tosetti à Cologne. Vendu aux enchères à Paris le 1er juin 1830 (lot 71), on la retrouve toujours à Cologne dans la collection Adolph Nückel, puis celle d'Eduard Schenk en 1848, avant d'être donnée par son dernier propriétaire au musée en 1860.
De tous temps cette version a passé pour une préparation directe au tableau de Bussy-Rabutin, même si on est en droit de remettre en question son aspect purement autographe compte tenu de la couche picturale. Elle reprend dans tous les cas, et à l’identique, le portrait définitif. Rappelons ici que la margravine Caroline Louise von Baden-Durlach (1723-1783) avait préféré acquérir, dans les années 1770, l’autoportrait dit « au manteau rouge » de Hyacinthe Rigaud et non un portrait de « Jaback […] qui m’est beaucoup moins intéressant, et que je n’avais choisi que sur la note du catal [ogue] Et parce qu’il étoit de la grandeur de mon Largilliere ». Peut-être s'agit-il de la présente version.

### Paris, Musée du Louvre
Le portrait, acquis par l'intermédiaire de la Société des Amis du Louvre pour le musée du Louvre en 2021, est peint vers 1688 par Hyacinthe Rigaud. Ariane James-Sarazin émet l'hypothèse que ce tableau pourrait correspondre au portrait mentionné dans le livre de comptes de Rigaud pour 1688, pour la somme de 112 livres et 10 sols.